# 北周滅北齊之戰
北周滅北齊之戰指的是北周与陈朝联盟和北齐的战争，结果以前者获胜告终，北周成功统一北方，陈朝夺得淮南。

## 北齐衰象
北齐的胡化风气十分重。之所出现这种情况是因为是北齐统治集团是出自反汉化的六镇军人，而且出现一种“西胡化”的倾向，也就是统治集团沉迷于西域胡人的歌舞娱乐当中，意志消沉。也使得相当多胡人因为歌舞伎艺得以得到高官厚禄，甚至与太后通奸。整个国家处于贪腐横行的状态。

## 太建北伐
周武帝掌握大权后，始有讨伐北齐之議。先是在建德元年（572年）遣使南方陈朝，以期联合进攻北齐，陈宣帝表示同意，但要把樊、邓州让给陈朝，北周使者杜杲认为城池应该从北齐地盘那里取得。之后双方多次通信，达成协议，建德二年（即太建四年, 573年）陈朝派出以吴明彻和黄法氍为主帅的十万部队进攻北齐，吴明彻所部由秦郡出发，黄法氍由历阳出发。。
四月，黄法氍部将复广达在大岘（今天安徽含山东北）与北齐军接战，击败北齐军。又吴明彻部将程文季率敢死队，除掉州护城河的障木栅后，大军包围秦州。北齐派出军队救援历阳，被黄法氍所部所败，北齐又调遣府仪同三司尉破胡、长孙洪略带兵救援秦州。吴明彻派出猛将巴山太守萧摩诃单骑驰马冲阵齐军，斩杀北齐军前队善射者西域胡及大力者十余人，陈军乘机进攻，北齐军大败，陈军斩获不可胜计，尉破胡逃走，长孙洪略战死。北齐派出王琳赴寿阳（今安徽寿县），组织军队抵抗陈军。
五月，黄法氍所部击破历阳，进军合肥，合肥望旗请降，秦州随后亦降。
六月，黄法氍攻克合州，程文季攻克泾州，吴明彻也进破仁州。
七月，吴明彻所部运动至峡口，攻克其北岸城，南岸守军皆弃城而走，陈军很快攻占仁州。随后吴明彻军夜袭寿阳守军，北齐巴陵王王琳统领的守军大败而逃，只得退守相国城及金城。
十月，吴明彻开始进攻寿阳，于肥水筑坝，引水灌城。城中苦于潮湿，士兵多数腹泻，手脚浮肿，死者十之六七。北齐调遣行台右仆射皮景和等率军数十万救援寿阳，援军在距寿阳30里即扎营。陈军诸将见到北齐军军队数量众多产生了畏惧，问吴明彻：“坚城未拔，大援在近，不审明公计将安出？”吴明彻回答：“兵贵在速，而彼结营不进，自挫其锋，吾知其不敢战，明矣”。吴明彻军随后发起猛攻，一鼓作气攻克寿阳，俘王琳、王贵显、扶风王可朱浑孝裕、尚书卢潜、左丞李騊駼等，这些送到建康。北齐军的驼马和辎重尽为陈军所得。王琳身为存梁抗陈的领袖，且善抚士卒，甚得民心军心，战胜后的陈军中不断有将领旧友探视身为俘虏的王琳，甚至歔欷不能仰视。吴明彻见后，为防兵变，派人斩杀王琳。
太建北伐至此结束，陈军攻陷北齐数十城，淮南之地被陈朝所占。

## 北周起兵
建德四年（575年）七月，周武帝和齐王宪及内史王谊谋划伐齐，又派遣纳言卢韫三次问计于安州总管于翼。周武帝召集大臣于大德殿上通知伐北齐的计划，随后周武帝下诏伐齐。委任柱国陈王宇文纯、荥阳司马消难、郑公达奚震为前三军总管，越王盛、周昌公侯莫陈崇、赵王招为后三军总管。齐王宇文宪率领二万军队向黎阳进发，随公杨坚、广宁公薛迥率领水军三万自渭水入黄河，梁公侯莫陈芮统帅二万军队守太行道，申公李穆帅统领三万军队守河阳道，常山公于翼帅众二万出陈、汝。，总计12万人。
八月，北周六路大军侵入北齐境内，军纪严明，所到之处对百姓秋毫无犯。又周武帝所部六万进逼河阴，攻破外城,北齐军退保内城。又宇文宪所部攻占武济，兵锋指向洛口。周武帝见河阴难下，转而率军进攻金镛城，但遇到守城军队顽强抵抗，无法攻下。
九月，北齐右丞高阿那肱自晋阳带兵救援洛阳，北周军此时因为久攻金镛城不下，加上周武帝生病，主动撤军。
此次出征周武帝曾与手下大臣讨论出兵计划，宇文弼认为北齐虽然失道，但是还有能干的大臣在，而且“今之用兵，须择其地。河阳冲要，精兵所聚，尽力攻围，恐难得志。”所以他认为应该取小道偷袭晋州，周武帝不听。建德五年（576年），北周再次大举伐齐，周武帝吸取教训采用这条计。
十月四日，周武帝调遣军队伐齐，以越王宇文盛、杞公宇文亮、随公杨坚统带右三军，谯王俭、大将军窦泰、广化公丘崇统带左三军，齐王宇文宪、陈王宇文纯统带前军。周武帝的计划是进攻晋州，以图吸引北齐主力来救援后进行决战，打败对方后再进逼北齐的首都邺。
北周军军至晋州，屯驻在汾曲。周武帝先调遣齐王宇文宪统带精骑二万守雀鼠谷，陈王宇文纯步骑二万守千里径，郑公达奚震步骑一万守统军川，大将军韩明步骑五千守齐子岭，焉氏公尹升步骑五千守鼓钟镇，凉城公辛韶步骑五千守蒲津关，赵王宇文招步骑一万自华谷攻北齐汾州诸城，柱国宇文盛步骑一万守汾水关。又调遣内史王谊监督诸军攻平阳城，周武帝每日从汾曲到平阳城下督战。北齐行台仆射海昌王尉相贵负责带兵防守平阳城。围城不久，防守北城的晋州刺史崔景嵩，在夜晚遣使请降于北周，王轨带领众响应，打开北城门。当天天还没有亮，北周将领段文振，持槊和数十人率先登城，和景嵩同至尉相贵住处劫持了他。守军得知消息后士气崩溃，无心抵抗，晋州被北周攻克，俘虏相贵及甲士八千人。
此时，齐主和冯小怜在天池打猎，晋州的告急文书，从太阳升起到中午不停送来。右丞相高阿那肱却说：“大家正为乐，边鄙小小交兵，乃是常事，何急奏闻！”至傍晚，晋州使者再至，说：“平阳已陷”，高阿那肱才把晋州危机消息告诉。高纬听到后马上起身，但冯小怜恳请北齐后主再下一盘棋，高纬答应，延误了发兵时间。
十月二十五日，高纬亲率大军救援平阳，到达时平阳已被攻下，遂昼夜猛攻平阳，北周守城将领晋州刺史梁士彦领兵一万与之展开激烈的战斗。北齐军曾经挖地道进攻，但是被北周军拿木头塞住无法攻克。
十二月初三，周武帝所部与宇文宪所部会合，救援平阳。初六，周武帝部队到达平阳与北齐军对阵。此时齐军东翼稍稍后退，冯小怜惨叫：“军败矣！”录尚书事城阳王穆提婆也应声：“大家去！大家去！”高纬居然立即带着淑妃逃奔高梁桥。开府仪同三司奚长劝高纬：“半进半退，战之常体。今兵众全整，未有亏伤，陛下舍此安之！马足一动，人情骇乱，不可复振。愿速还安慰之！”武卫张常山自高纬身也劝谏说：“军寻收讫，甚完整。围城兵亦不动。至尊宜回。不信臣言，乞将内参往视。”高纬听后停止逃跑。但穆提婆拉着齐主手肘说：“此言难信。”高纬听后又和冯淑妃向北逃走。北齐军知道皇帝逃跑后士气崩溃，被北周军大败，死者万余人，军资器械被丢弃满地都是。只有安德王高延宗全军而退。
十二月十三日，北周军军至晋阳。十四日，高延宗称帝，大赦天下。十二月十七日，北周军击败北齐军，攻破晋阳。
建德五年（577年）正月十八日，北周军达到邺，围困邺城。随后击败北齐军，攻占邺城，高纬带数百骑逃亡。逃亡途中传位太子高恒，又以高恒名义禅位给高纬的叔父瀛州刺史彭城王高湝。后被北周将领尉迟勤捉获，送至邺城。因传诏使者在途中被擒，高湝亦没有收到传位诏书。
二月，高湝等北齐其余抵抗力量陆续被消灭，北周统一北方。唯北齐营州刺史高宝宁不投降，奉逃奔突厥的皇子高绍义为主，一直抵抗到隋朝开皇三年（583年）。